# Чучман Юліян Васильович
Юлія́н Васи́льович Чу́чман (2 квітня 1895, Буськ — 4 серпня 1919, Ратибор, Сілезія) — український галицький військовик, чотар УГА. Учасник Листопадового чину. Ад'ютант начального вождя УГА Дмитра Вітовського. Брат Сидора Чучмана-Сеника.

## Життєпис
Народився в місті Буськ, нині Львівська область, Україна (за тодішнім адмінподілом, Кам'янко-Струмилівський повіт, Королівство Галичини та Володимирії).
Батько — Василь Чучман, матір — Анна, разом виховали 10 дітей.
Юліан закінчив гімназію у Львові, у серпні 1914 року вступив до Легіону УСС. Брав участь у боях з російськими військами у Карпатах, на горі Маківці, у глибокому рейді легіону УСС на Велику Україну. Потрапив до російського полону, після повернення з нього під час утворення Державного секретаріату ЗУНР був призначений ад'ютантом Дмитра Вітовського.
Повертаючись в Україну, загинув в авіакатастрофі під Ратибором (Сілезія) разом з екіпажем та шефом. Був похований у Берліні. 1 листопада 2002 року урочисто перепохований у Стіні пам'яті меморіалу воїнам УГА на Личаківському цвинтарі Львова.